# Haslersberg
Haslersberg ist eine Siedlung der Stadt Wurzbach im Saale-Orla-Kreis in Thüringen.

## Geografie
Haslersberg ist eine Siedlung am südlichen Stadtausgang von Wurzbach im Frankenwald. Nahegelegene Orte sind Heinrichsort, Dürrenbach, Grumbach und Rodacherbrunn. Die Wege sind meist mit Wald umgeben.

## Verkehr
Haslersberg wird durch keine Linie direkt angebunden.

## Geschichte
Die urkundliche Ersterwähnung erfolgte 1870.